# Бујлин натпис
Бујлин натпис је реченица урезана на дно златне чиније, која је део аварског блага нађеног у северном Банату 1799. године између насеља Наково и Велики Семиклуш. Састављен је од девет речи и 56 слова. Користи грчки алфабет, иако није написана на грчком језику. Данас се налази у Бечу у Историјском музеју. Чинија је округла, има 12 цм у пречнику, тешка је 212 грама, и има једну дршку која је вероватно служила да се закачи за појас. Натпис се налази на дну чиније са спољне стране циркуларног украсног елемента. На месту где натпис почиње и завршава, налази се крст. Натпис гласи: ΒΟΥΗΛΑ·ΖΟΑΠΑΝ·ΤΕΣΗ·ΔΥΓΕΤΟΙΓΗ·ΒΟΥΤΑΟΥΛ·ΖΩΑΠΑΝ·ΤΑΓΡΟΓΗ·ΗΤΖΙΓΗ·ΤΑΙΣΗ.
У научним круговима преовладава мишљење да се ради о туркијском језику. Постоји више предложених превода, али ниједан није дефинитивно усвојен. Сви преводи углавном говоре да је чинију или пехар направио жупан Бујла, а да јој је други жупан, Бута-ул, направио дршку, тако да се може окачити за појас. Један превод помиње да је тиме Бута-ул претворио чинију у пехар за пијење.